# Погр
Погр (фр. и окс. Peaugres) — коммуна во Франции, находится в регионе Рона — Альпы. Департамент коммуны — Ардеш. Входит в состав кантона Серьер. Округ коммуны — Турнон-сюр-Рон.
Код INSEE коммуны — 07172.
Коммуна расположена приблизительно в 440 км к юго-востоку от Парижа, в 55 км южнее Лиона, в 65 км к северу от Прива.

## Население
Население коммуны на 2008 год составляло 1978 человек.
| 1962 | 1968 | 1975 | 1982 | 1990 | 1999 | 2008 |
| ---- | ---- | ---- | ---- | ---- | ---- | ---- |
| 572  | 578  | 654  | 1028 | 1456 | 1681 | 1978 |

## Администрация
| Период | Период | Фамилия     | Партия | Профессия |
| ------ | ------ | ----------- | ------ | --------- |
| 2001   | 2008   | Дени Бадель |        |           |
| 2008   |        | Филип Ронан |        |           |

## Экономика
В 2007 году среди 1307 человек в трудоспособном возрасте (15—64 лет) 969 были экономически активными, 338 — неактивными (показатель активности — 74,1 %, в 1999 году было 73,7 %). Из 969 активных работали 912 человек (483 мужчины и 429 женщин), безработных было 57 (23 мужчины и 34 женщины). Среди 338 неактивных 116 человек были учениками или студентами, 135 — пенсионерами, 87 были неактивными по другим причинам.

## Достопримечательности
- Зоопарк Safari de Peaugres. Занимает площадь 80 га, в нём насчитывается около 900 животных, относящихся к 120 видам (львы, бабуины, белые носороги, гепарды, снежные барсы, белые медведи, императорские тамарины и т. д.)[3].